# Округ Буфало (Јужна Дакота)
Округ Буфало (енгл. Buffalo County) је округ у америчкој савезној држави Јужна Дакота.

## Демографија
По попису из 2010. године број становника је 1.912, што је 120 (-5,9%) становника мање него 2000. године.
| Група             | 2000.       | 2010.       |
| Белци             | 332 (16,3%) | 283 (14,8%) |
| Афроамериканци    | 2 (0,1%)    | 4 (0,2%)    |
| Азијати           | 0 (0,0%)    | 1 (0,1%)    |
| Хиспаноамериканци | 18 (0,9%)   | 35 (1,8%)   |
| Укупно            | 2.032       | 1.912       |